# Herman de Boer
Herman H. de Boer (Oegstgeest, 13 maart 1952) is een Nederlands orthopedisch chirurg met een privépraktijk in Amsterdam die als eerste een meniscus-transplantatie in Nederland uitvoerde.

## Loopbaan
Herman de Boer studeerde geneeskunde aan de Rijksuniversiteit Leiden. Tijdens deze studie deed hij onderzoek naar malaria in Suriname. In het kader van ontwikkelingshulp ging De Boer naar Malawi, waarna hij de opleiding tot orthopedisch chirurg in Zuid-Afrika aan de Universiteit van Natal volgde. In 1986 volgde de Nederlandse registratie tot orthopedisch chirurg. Na zijn promotie tot doctor in 1988 aan de Mayo Clinic in de Verenigde Staten en na in meerdere ziekenhuizen gewerkt te hebben, begon hij in 2015 met zijn eigen privékliniek in Amsterdam.

## Meniscustransplantatie
In 1989 voerde De Boer, in het toenmalige De Wever-Ziekenhuis in Heerlen de eerste meniscustransplantatie in Nederland uit. Hiermee liep hij vooruit op de algehele tendens in Nederland. De Boer heeft een zestigtal transplantaties uitgevoerd en hierover nationaal en internationaal gepubliceerd.

## Stamcelbehandelingen
Ook wat stamcelbehandelingen betreft loopt De Boer voor op de Nederlandse wetenschap. Binnen zijn praktijk in Amsterdam voert hij stamcelbehandelingen uit bij patiënten die aan alle soorten van artrose (slijtage) lijden. In Amerika worden deze behandelingen al langer uitgevoerd en ook in Nederland begint onderzoek hiernaar op gang te komen.